# Victor Delbos
Pour les articles homonymes, voir Delbos.
Victor Delbos, né le 26 septembre 1862 à Figeac et mort le 16 juin 1916 à Paris, est un philosophe historien français.

## Biographie

### Naissance et famille
Victor Delbos, dont le nom de baptême est Étienne-Marie-Justin-Victor,, naquit à Figeac le 26 septembre 1862,.
On sait peu de chose sur sa famille paternelle. Ceux qui sont connus demeurent issus de la biographie écrite par Joannès Wherlé, qui était à la base d'un entretien avec un certain Malrieu, juge à Figeac. Selon cette source, son père Germain Delbos était originaire de Faycelles. Il fut d'abord clerc de notaire, puis libraire.
Sa mère, née Marie-Justine Cadiergue, était l'une des filles d'un instituteur. Le 24 février 1863, elle succéda, après la naissance de Victor, à sa mère, en tant que propriétaire de la librairie familière à Figeac, située en face de celle du père de Champollion,.   
Le personnage le plus important de sa famille était son grand-père maternel, Jean Cadiergue, étant le directeur de l'école communale de Figeac qui comptait 110 élèves, grâce à sa bonne réputation. Il était un ancien élève de l'école normale de Cahors. Il avait été promu comme mention honorable, par arrêté du ministre de l'instruction publique daté du 20 septembre 1843,. La qualité de son enseignement était tellement appréciée : « La méthode mutuelle est appliquée dans son école avec la plus grande exactitude. C'est la seule école de ce genre qui existe dans le département. Le mérite de cet instituteur, son excellente conduite, son zèle, lui ont acquis la considération et la confiance générales au plus haut point. Son école est constamment au complet. ... Tel est le témoignage rendu à M. Cadiergue par le sous-inspecteur des écoles primaires du Lot. ».

### Formation
C'était ce grand-père qui conduisit Victor, petit-fils unique, sur le chemin des études. Le directeur Jean Cadiergue l'accueillit dans sa propre école, et l'instruisit avec soin.   
Selon la volonté de son grand-père, la formation suivante aussi fut effectuée à Figeac, au vieux collège, entre 1870 et 1879. Il fut récompensé par plusieurs premiers prix et nominations.    
Ses travaux favorisèrent son inscription auprès du lycée Louis-le-Grand à la capitale, en 1879. À cause des froidures du pensionnat austère, il dut passer l'année 1879 - 1880 à Figeac et à Cauterets. Toutefois, à nouveau, il réussit à étudier à Paris, en 1881 - 1882 comme auparavant, en tant qu'externe.

### École normale supérieure
Une fois accueilli à l'École normale supérieure en 1882, Victor Delbos progressa dans ses recherches. En 1883, il obtint sa licence ès lettres. Il fut qualifié comme cacique de cette école, et en 1885, reçut le premier au concours de l'agrégation de philosophie,. L'autorité de l'école décida de créer une quatrième année, de sorte qu'il puisse continuer à étudier librement, en conservant son rôle exemplaire de cacique.

### Enseignement aux lycées
Il commença sa carrière en étant professeur de philosophie au lycée de Limoges en 1886. L'année suivante, il se déplaça vers Toulouse. Son enseignement dura six ans au lycée de cette ville.
Victor Delbos était déjà un excellent enseignant de philosophie. Après son arrivée, en 1888, l'un de ses élèves à Toulouse, Stéphane-Martin Strowski, décrocha le prix d'honneur (1er prix) de la Dissertation française, dans la classe de philosophie, ainsi que Gilles-Marie-Théodore Suran, 3e accessit. 
Or, en 1891, avec un mémoire écrit sur la morale de Baruch Spinoza, Delbos subit le premier et dernier échec dans sa vie. Sa participation au concours, tenu par l'Académie des sciences morales et politiques, fut refusée par le jury, qui attendait que le candidat critique le doctrine ou athéisme de Spinoza, alors que Delbos songeait à restituer le système de ce philosophe. La réponse de Delbos était d'approfondir ses études. En 1893, il fit publier un livre de 608 pages, Le problème moral dans la philosophie de Spinoza et dans l'histoire du spinozime. Cette œuvre connut un grand succès, premier de ses écritures. Le livre fut rapidement épuisé.   
Il restait encore enseignant aux lycées. De 1893 à 1895, il fut professeur au lycée Michelet de Vanves. Sa carrière académique connue, il fut chargé, le 2 août 1895, de présider la distribution des prix à Figeac, sa ville natale. Entre novembre 1895 et décembre 1897, il fut maintenant professeur auprès du lycée Louis-le-Grand où il avait passé sa jeunesse. Puis, il fut invité en 1897 par le lycée Henri-IV, en faveur des Khâgne (classes préparatoires littéraires). Pendant cinq ans, il y enseigna au lieu d'Henri Bergson en congé. 
Lorsqu'il était le professeur de ce lycée Henri-IV, il fut chargé, en faveur de La Grande Encyclopédie, de rédiger l'article Philosophie,. 
L'année 1902 se remarquait de son ascension de carrière, à la suite de son diplôme obtenu, un doctorat ès lettres, qui fut octroyé par la faculté des lettres de Paris. En réalité, il avait déposé deux thèses ayant pour but d'obtenir le doctorat. L'une était ce qui se consacrait à Friedrich Wilhelm Joseph Schelling et à Georg Wilhelm Friedrich Hegel, thèse complémentaire. Delbos l'avait achevée en latin. L'autre thèse, en français, était principale, en faveur d'Emmanuel Kant. Et c'était la deuxième qui fut appréciée par le jury de la faculté. Chercheur infatigué, le nouveau docteur continuera à enrichir sa thèse, passée de 329 pages à 765 pages. Finalement, pour récompenser cet immense travail, l'Académie française lui octroiera le prix Montyon en 1906. Cette année 1902, après avoir publié sa thèse latine, il quitta le Lycée Henri-IV, et à nouveau fut accueilli auprès du Louis-le-Grand, de même, en faveur de la classe Khâgne.

### À la Sorbonne
Finalement, il continua ses études et l'enseignement à la Sorbonne, jusqu'à son décès inattendu. Nommé maître de conférences en histoire de la philosophie moderne le 30 décembre 1902, il fut également, au sein de cette université, d'abord professeur adjoint en 1908 puis professeur de philosophie et psychologie de 1909 à 1913. Il y eut un changement en 1913. Il était inhabituel que l'autorité de l'université ait décidé de créer un nouveau poste pour lui. Il fut nommé professeur de philosophie et d'histoire de la philosophie,. Après son décès, ce poste sera supprimé et ne sera restitué qu'en 1933.
Il fut membre puis président de la Société d'études pour les questions d'enseignement secondaire. Le 18 mars 1911, il devint membre de l'Académie des sciences morales et politiques qui accorde depuis 2002 un prix Victor-Delbos. À son âge, à quarante ans, ces promotions demeuraient vraiment exceptionnelles. En 1913, il fut nommé chevalier de la Légion d'honneur. De nos jours, ses enseignements effectués à la Sorbonne restent encore une référence. De même, on apprécie toujours La philosophie pratique de Kant, une œuvre monumentale et considérablement enrichie à la base de sa thèse de doctorat,,.
Ses promotions spéciales étaient en fait le résultat d'un revivalisme catholique, constaté à cette époque-là parmi les jeunes les plus intellectuels. Cette génération, qui avait critiqué et renoncé le catholicisme 20 ans auparavant, avait une grande tendance à retourner à ces doctrines, dans l'optique d'établir la vie intellectuelle,. Un témoignage était la revue Études religieuses, historiques et littéraires : « Enfin, à la Sorbonne, les étudiants en philosophie, s'écartant des méthodes sociologiques d'un Durkheim, ont choisi pour maître un catholique, M. Victor Delbos. » D'ailleurs, dans la même année 1912, le 23 juin, un correspondant du journal The New York Times aussi écrivit, dans son article intitulé French Catholic Rivival, la phrase identique : « At the Sorbonne, the students in philosophy have chosen for professor a Catholic, Victor Delbos. »,. C'est la raison pour laquelle il était devenu le professeur de philosophie et d'histoire de la philosophie, à la place de celui de philosophie et psychologie auparavant.

### Cours professés à la Sorbonne
Chercheur qualifié, Victor Delbos présentait aux étudiants ses derniers études, dans l'optique de partager ses connaissances. Chaque année, il leur donnait un cours nouveau. Certains furent publiés, y compris les publications posthumes.
- année 1902 - 1903 : Cours sur Spinoza et Malebranche
- année 1903 - 1904 : Histoire de la philosophie grecque
- année 1904 - 1905 : Histoire de la philosophie grecque à partir d'Aristote
- année 1905 - 1906 : Histoire de la philosophie moderne
- année 1906 - 1907 : Histoire de la philosophie moderne à partir de Locke et Leibniz
- année 1907 - 1908 I : Les théories de la connaissance dans la philosophie grecque (1er semestre : cours fermé)
- année 1907 - 1908 II : Spinoza (2e semestre : cours public)
- année 1908 - 1909 I : Questions préliminaires sur l'histoire de la philosophie et les sources de l'histoire de la philosophie ancienne ; le stoïcisme et l'épicurisme (1er semestre : cours fermé)
- année 1908 - 1909 II : Les origines de la philosophie allemande au XIXe siècle (2e semestre : cours public) / posthume 1919 - 1922 (revue)[bv 2]
- année 1909 - 1910 : Victor Egger (leçon d'ouverture) / 1910 (revue)[bv 3] ; les théories de la connaissance dans la philosophie moderne
- année 1910 - 1911 : Maine de Biran et son œuvre philosophique / posthume 1931
- année 1911 - 1912 : Diverses formes du rationalisme moderne
- année 1912 - 1913 : Spinozisme / 1913 (revue) / 1916
- année 1913 - 1914 : Descartes, Locke et Condillac
- année 1914 - 1915 :
- année 1915 - 1916 : La philosophie française / posthume 1919

### À la suite de la Première guerre mondiale

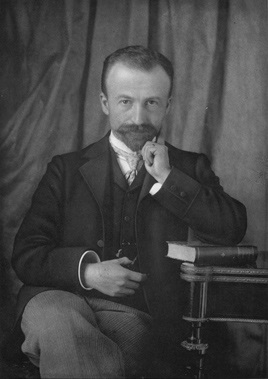
Maurice Blondel, ami et collaborateur.

Dans sa vie privée, Victor Delbos fut attristé, à la suite du trépas de son fils Gérard en 1903 puis celui de son père Germain en 1907. Sa mère Marie-Justine décéda le 2 août 1914, juste après le commencement de la Première Guerre mondiale. Avec cette circonstance, et en souhaitant que son épouse et ses filles soient en sureté, il passa plusieurs mois à Figeac. La reprise des cours à la Sorbonne ne fut tenue qu'en novembre.
Toujours enseignant, Delbos envoyait des livres de philosophie à son ancien étudiant de la Sorbonne, Étienne Gilson. En effet, ce dernier fut mobilisé, lorsque la Première guerre mondiale avait éclaté. Aussi Gilson pouvait-il continuer ses études, même au front. Après la guerre, il devint, avec Jacques Maritain, l'un des deux philosophes les plus importants pour la philosophie catholique, et finalement élu académicien.
Spécialiste d'Emmanuel Kant, mais il semblait réfléchir profondément sur sa racine et son identité, à la suite de cette guerre provoquée par les Allemands. D'une part, en qualité de scientifique catholique, il participa au Comité catholique de propagande française, créé en 1915 et présidé par futur cardinal Alfred Baudrillart. En faveur des Éditions Bloud et Gay, surtout consacrées à ce comité, Delbos écrivit deux brochures, L'esprit philosophique de l'Allemagne et la pensée française (1915) et Une théorie allemande de la culture ; W. Ostwald et sa philosophie (1916). Il faut remarquer que le premier fût dédié (À la mémoire de mon ami) à Joseph Ollé-Laprune, fils de Léon Ollé-Laprune, qui avait été tué au front le 16 février 1915. D'autre part, cet enseignant de la Sorbonne professa, pour sa dernière année 1915-1916, son cours sur la tradition française, enrichie et illustrée par de nombreux philosophes distingués. De surcroît, il préparait une publication sur ce sujet. Ceux qui concernaient étaient René Descartes, Blaise Pascal, Nicolas Malebranche, Bernard Le Bouyer de Fontenelle, Pierre Bayle, Voltaire, Montesquieu, Denis Diderot ainsi que encyclopédistes, Georges-Louis Leclerc de Buffon, Jean-Baptiste de Lamarck, Jean-Jacques Rousseau, Étienne Bonnot de Condillac, Louis de Bonald ainsi que traditionalistes, Maine de Biran, Claude-Henri de Rouvroy de Saint-Simon et Auguste Comte. S'il put effectuer la plupart de ces cours, le projet de publication fut interrompu par son trépas. Maurice Blondel reprit ce projet qui serait achevé en 1919.

### De nombreux travaux académiques
Il collabora avec différentes revues telles que la Revue de métaphysique et de morale, les Annales de philosophie chrétienne, la Revue philosophique, Foi et Vie ou encore la Revue universitaire.
Après La Grande Encyclopédie, il participa à créer le Vocabulaire technique et critique de la philosophie. En collaboration avec Louis Couturat, il contribua à rédiger tous les articles concernant la lettre A,.

### Décès

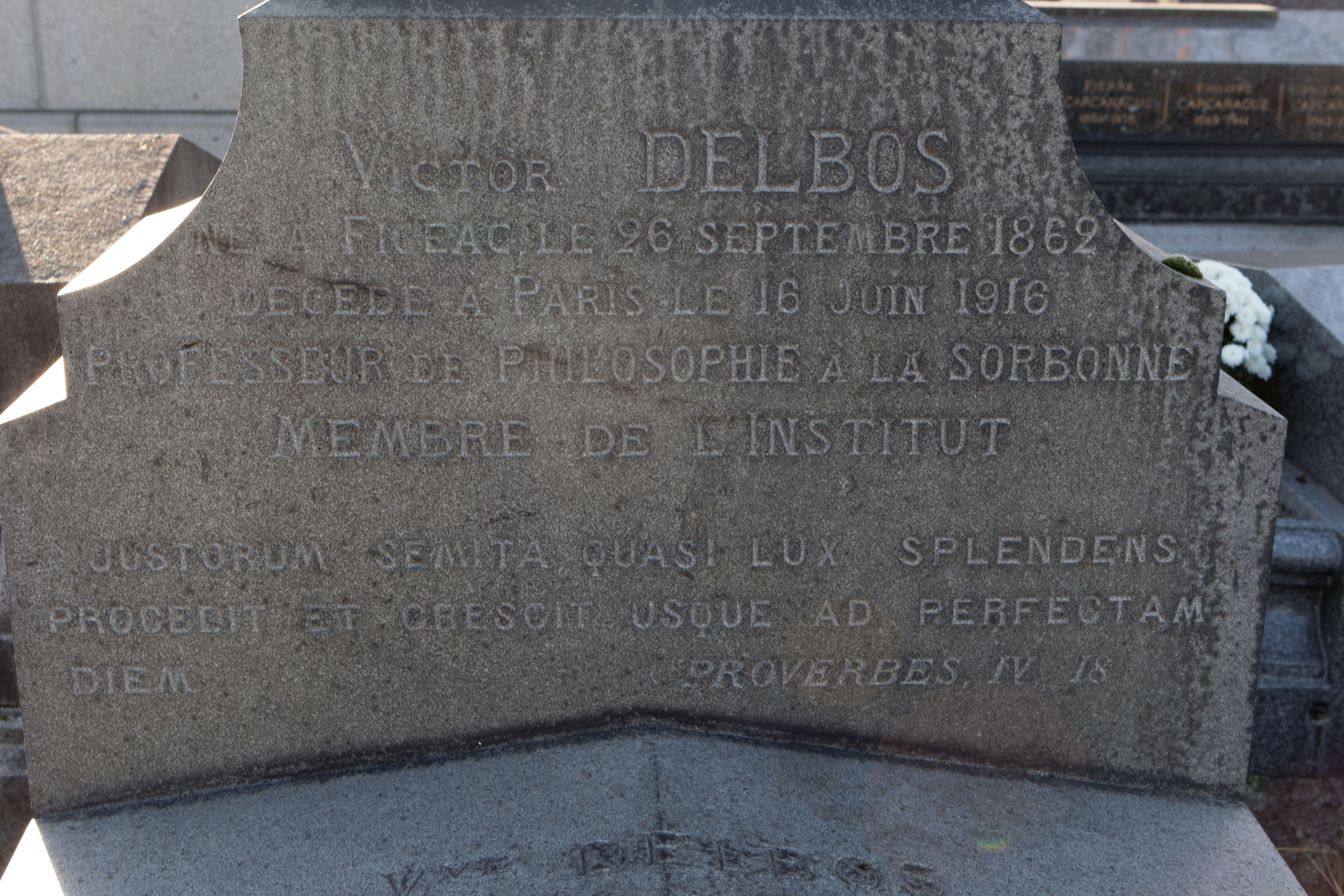
Sépulture du docteur Delbos, avec la citation du Livre des Proverbes IV, 18 en latin, dont la traduction est : « La route des justes est lumière d'aurore, sa clarté s'accroît jusqu'au grand jour. »

Dans ses dernières années, il organisa de nombreuses conférences, ayant pour but de défendre ses doctrines. Or, sa santé dégrada simultanément. Un jour, il dut interrompre une conférence, à cause d'une hémorragie nasale. Dès le début de 1915, il endurait un fort accablement.    
Philosophe sérieux, Victor Delbos subissait une grosse souffrance, qui était provoquée par la guerre. Les nouvelles de décès de ses camarades innocents au front, confrères et élèves mobilisés, touchaient considérablement son moral. Cette catastrophe était paradoxalement déclenchée par l'armée d'un pays de grands philosophes, tel Kant, qu'il avait étudiés. Après avoir attrapé une grippe en juin 1916, son état s'aggrava. Le beau-père, docteur Devillez, diagnostiqua une endocardite aiguë de nature infectieuse. Sans rétablissement, Victor Delbos décéda à Paris le 16 juin dans le 4e arrondissement de Paris.
Il est inhumé, avec son épouse, au cimetière du Père-Lachaise (86e division).

## Famille

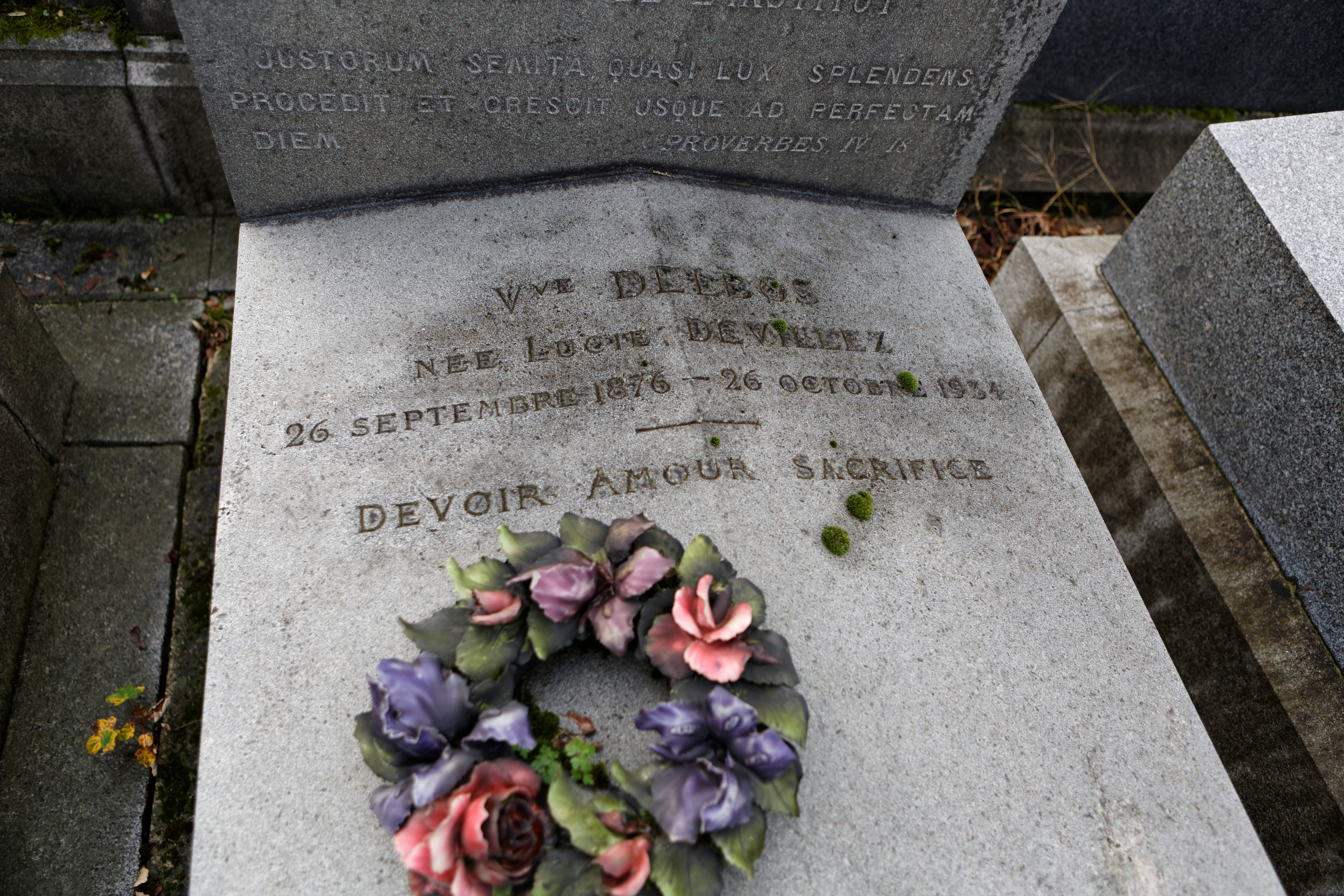
Précision de la vie de Madame Lucie Delbos.

Le 12 mai 1898, Victor Delbos épousa Lucie Devillez  26 septembre 1876 - † 26 octobre 1934), fille d'un médecin. De cette union, il eut :
- Gérard Delbos (1899 - † 1903) ;
- Marie-Rose Delbos (1901 - † ......) ;
- Louise-Justine Delbos (1906 - † 1959), violoniste-compositrice dite Claire Delbos.

Cette dernière se maria, le 22 juin 1932, avec Olivier Messiaen (photo). Elle donna naissance à :
- Pascal-Emmanuel Messiaen (Boulogne-Billancourt 1937 - † Pézenas 2020[22]).

## Victor Delbos et catholicisme

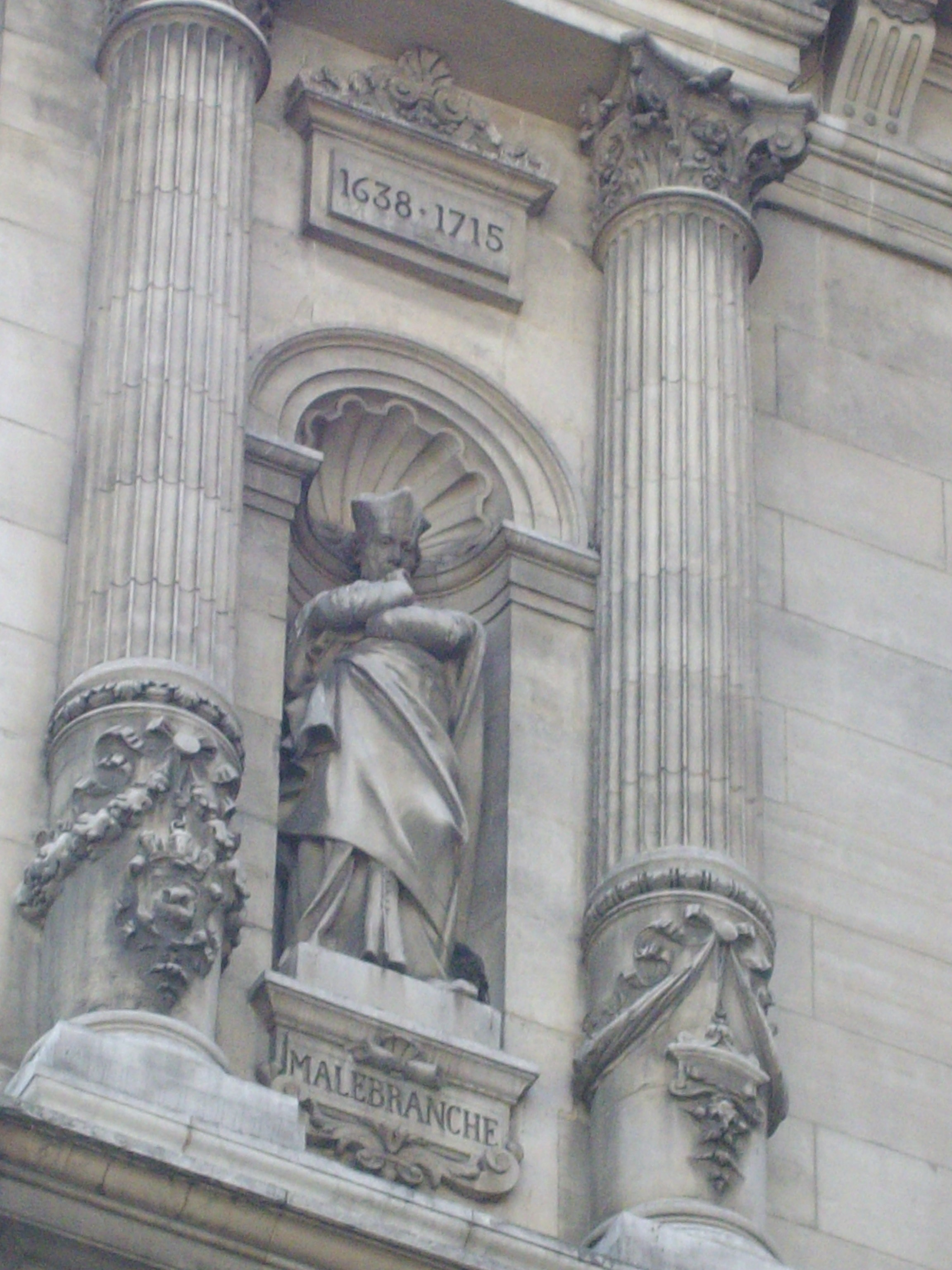
Nicolas Malebranche, philosophe catholique français sous le règne de Louis XIV (lui aussi 1638 - † 1715), fut successivement étudié par Gratry, Ollé-Laprune et Delbos. Le premier cours de Delbos à la Sorbonne, de l'année 1902 - 1903, était celui de Malebranche
(statue à l'hôtel de ville de Paris).

Si Victor Delbos passa sa vie, par essence, auprès des établissements pédagogiques publics, elle s'illustrait de sa foi catholique. Notamment, on remarque qu'il avait reçu une influence importante de l'enseignement à l'École normale supérieure, effectué par un savant catholique, Léon Ollé-Laprune. Ce dernier admirait le prêtre-philosophe Alphonse Gratry. D'où, Ollé-Laprune était un excellent spécialiste sur Nicolas Malebranche tout comme son maître, dont Delbos reprit et avança les études. Ce maître de Delbos, qui se qualifiait comme représentant de l'Église, voulait aller plus loin. Il écrivit dans une lettre à un de ses amis : « Ma tâche particulière, mon rôle propre, c'est de rendre témoignage à la vérité chrétienne dans l'Université. » Quelle que soit la raison, en 1912 l'École normale supérieure comptait quarante élèves catholiques, au lieu de trois ou quatre en 1905. Toutefois, accueilli à la Sorbonne comme enseignant, l'un de ses meilleurs disciples, Delbos, subissait une grosse difficulté, afin de réaliser la mission confiée par son maître.      
En effet, la période où Victor Delbos enseignait la philosophie à la Sorbonne défavorisait l'enseignement du catholicisme en France. C'était exactement l'époque de l'exil des congrégations françaises de 1901 à 1914, à cause de la loi du 1er juillet 1901, avant que la guerre ne bouleverse la situation. Donc, contrairement à ce que l'on considérait, il existait peu de marge d'enseignement, même à la Sorbonne. Étienne Gilson, disciple de Delbos, le témoignait. Lorsqu'en 1913, ce dernier avait été nommé professeur de philosophie et de l'histoire de philosophie, un nouveau poste créé, Gilson lui dit : « Enfin, vous allez donc pouvoir nous parler en votre propre nom ; nous allons avoir un enseignement qui portera sur la philosophie même. » Son maître lui répondit : « N'en croyez rien. On ne m'a pas confié cet enseignement qu'à la condition expresse que je ne parlerais jamais de philosophie ; c'était à prendre ou à laisser et j'ai accepté. » Plus tard, Gilson critiqua, en 1934, ce silence de ses maîtres, y compris Victor Delbos, au milieu de l'anti-catholicisme de la Sorbonne : « Un universitaire français peut être catholique, mais doit se le faire pardonner,. »   
Encore Gilson et ses disciples manifestaient-ils que Delbos n'était pas capable d'avancer la situation. En dépit de ses immenses lectures sur la philosophie, il manquait de connaissance théologique. De surcroît, il n'avait aucune idée pour la cohérence entre la philosophie et la théologie. Selon Gilson, Victor Delbos était un professeur parfait en faveur de la faculté de la théologie athée, Sorbonne.
En admettant qu'il eût une foi concrète, ce qui reste certain est qu'à la Sorbonne il fallait donc que le catholicisme sur son enseignement fût implicite. En ce qui concerne les conférences, Delbos pouvait exprimer plus librement sa pensée. Ainsi, il plaçait, à la conférence Foi et Vie tenue le 14 mars 1915, Emmanuel Kant à la place du successeur direct de René Descartes, qui cherche le fondement de la connaissance dans l'acte de la pensée, alors qu'il faisait donner deux catégories opposantes entre les deux traditions, française et allemande. Laurent Fedi (2018) constate, dans cette pensée personnelle et libre, « une façon nette de se démarquer des néo-thomistes », d'après la foi catholique.            
Cependant, au contraire du point de vue de Gilson, Maurice Blondel considérait que Delbos était tout à fait un enseignant catholique. Ainsi, en tant que contributeur, Blondel rédigea un article, intitulé Le catéchisme de Victor Delbos, pour la Revue du clergé français du 15 mars 1918,. Edmond Durtelle de Saint-Sauveur, écrivit en 1933, dans la Revue d'histoire de l'Église de France : « la leçon essentielle donnée par Delbos est qu'entres les deux termes christianisme et philosophie que certains prétendent être en opposition plus ou moins irréductible, il y a au contraire possibilité d'une alliance. » Encore citait-il des mots de Joannès Wehrlé (1932), clergé de Paris et ami de Delbos depuis l'École normale supérieure : « Delbos a été un chrétien philosophe et un philosophe chrétien. Il a même été un philosophe catholique. »  Si Delbos n'était jamais théologien, tels étaient les avis qui trouvaient le catholicisme dans ses enseignements.
Ce qui résume sa vie, c'est surtout sa sépulture, en faveur de laquelle le docteur Delbos avait choisi un texte du Livre des Proverbes (chapitre IV, verset 18). Ce texte présente que l'homme, si faible et si misérable sur la terre, peut approcher, dans la lumière de la vérité, vers la perfection de Dieu,. Avec cette parole, qui n'est pas habituelle dans la liturgie catholique, la sépulture exprime combien Victor Delbos s'attachait au texte biblique.
Il est à noter que ce texte se trouve dans la Somme théologique de saint Thomas d'Aquin, questio CXIV, articulus 8, suivant une pensée de saint Augustin d'Hippone.

## Publications
La plupart de ses livres restent encore en publication.  
- Le problème moral dans la philosophie de Spinoza et dans l'histoire du spinozisme (par Victor Delbos, ancien élève de l'École normale supérieure, professeur agrégé de philosophie au lycée de Toulouse)   
  - Ancienne librairie Germer Baillière et Cie, Félix Alcan, Paris 1893, 608 p. [lire en ligne]
    - réimpression, Georg Olms Verlag, Hildesheim 1988  (ISBN 3-487-07999-2) [extrait en ligne]
    - réédition, Presses universitaires de France, Paris 1990[m 4],[31]
    - réimpression (édition de 1893), Hachette Livre BNF, Paris 2013  (ISBN 978-2-01-279659-1) 602 p.
    - réimpression (édition de 1893), Hachette Livre BNF, Paris 2021  (ISBN 978-2-32957059-4) 608 p.
- Discours prononcé à la distribution des prix du lycée Michelet le 31 juillet 1894
  - Lycée Michelet, Vanves 1894
    - réimpression (édition de 1894), Hachette Livre BNF, Paris 2018  (ISBN 978-2-01-991698-5) 20 p.
- La Grande Encyclopédie, tome XXVI, p. 708 - 719, article Philosophie, Société anonyme de la Grande Encyclopédie, Paris 1899 [lire en ligne]
- De posteriore Schellingii philosophia quatenus Hegelianæ doctrinæ adversatur : Thesim facultati litterarum in universitate parisiensi (thèse latine pour le doctorat)
  - Félix Alcan, Paris 1902[bv 4] 65 p.
    - réimpression, Kessinger Publishing, Whitefish 2010  (ISBN 978-1-16235507-8) 76 p.
    - réimpression, Forgotten Books, Londres 2018  (ISBN 978-1-39082715-6) 80 p.
- Essai sur la formation de la philosophie pratique de Kant, thèse pour le Doctorat ès lettres présentée à la Faculté des lettres de l'Université de Paris
  - Félix Alcan, Paris 1903 [lire en ligne] 329 p.
  - version renforcée et enrichie, à partir de p. 299 (chapitre IV) au titre de La philosophie pratique de Kant, Félix Alcan, Paris 1905 [lire en ligne] 765 p. (Prix Montyon de l'Académie française, 1906[32])
    - réimpression (édition de 1903), Hachette Livre BNF, Paris 2013  (ISBN 978-2-01-279657-7) 329 p.
    - réimpression (édition de 1905), Hachette Livre BNF, Paris 2013  (ISBN 978-2-01-279658-4) 765 p.
- Discours prononcé à la distribution des prix du lycée Michelet le samedi 29 juillet 1911
  - Lycée Michelet, 1911, 12 p. [lire en ligne]
- Le Spinozisme, Cours professé à la Sorbonne en 1912 - 1913
  - Société française de l'imprimerie et de librairie, Paris 1916 [lire en ligne]
    - 2e édition, Librairie philosophique J. Vrin, Paris 1925
    - 3e edition, 1950
    - 4e édition, 1968
    - 5e édition, 1972, 216 p.
    - collection Bibliothèque d'Histoire de la Philosophie, Vrin, Paris 1987  (ISBN 978-2-7116-0175-2) 216 p.
    - réédition, Librairie philosophique J. Vrin, Paris 2005  (ISBN 978-2-7116-1508-7) 224 p. [extrait en ligne]
    - réimpression (édition de 1916), Hachette Livre BNF, Paris 2013  (ISBN 978-2-01-279660-7) 231 p.
- L'esprit philosophique de l'Allemagne et la pensée française
  - Bloud et Gay, Paris 1915 [lire en ligne] 43 p.
    - réimpression (édition de 1915), Hachette Livre BNF, Paris 2016  (ISBN 978-2-01-279661-4) 46 p.
- Une théorie allemande de la culture : W. Ostwald et sa philosophie
  - Bloud et Gay, Paris 1916 [lire en ligne] 31 p.
    - réimpression (édition de 1916), Hachette Livre BNF, Paris 2017  (ISBN 978-2-01-960473-8) 40 p.
- Figures et doctrines de philosophes : Socrate - Lucrèce - Marc-Aurèle - Descartes - Spinoza - Kant - Maine de Biran
  - Plon-Nourrit, Paris 1918 (éd. Maurice Blondel)
    - réédition, Plon-Nourrit, Paris 1929 [lire en ligne] 327 p.
- La philosophie française
  - Plon-Nourrit, Paris 1919 [compte-rendu] (éd. Maurice Blondel)
    - réédition, Plon-Nourrit, Paris 1919 (2e - 5e éditions[33])
    - réédition, Plon-Nourrit, Paris 1929 (11e et 12e éditions)[34]
    - réédition par Éditions Manucius, La philosophie française
      - Descartes - Pascal (chapitres II et III), 2010  (ISBN 978-2-84578113-9) 104 p.
      - Montesquieu - Voltaire - Rousseau - Diderot [et Encyclopédistes] (chapitres VII, VI, X et VIII), 2012  (ISBN 978-2-84578141-2) 106 p.
- Étude de la philosophie de Malebranche, Bloud et Gay, Paris 1924
- Maine de Biran et son œuvre
  - Librairie philosophique J. Vrin, Paris 1931 [lire en ligne] 372 p.
    - réédition, BNF collection ebooks, Paris 2016  (ISBN 978-2-346-03710-0) 349 p.
- De Kant aux postkantiens
  - Éditions Aubier-Montaigne, Paris 1940, 206 p.  
    - réédition, collection Aubier, Flammarion, Paris 1992  (ISBN 978-2-70073340-2) 288 p.

### Notices
- Prix Victor Delbos de l'Académie des Sciences morales et politiques[35] : ce prix récompense des travaux « propres à faire connaître dans le passé et à promouvoir dans l'avenir la vie spirituelle et la philosophie religieuse ».

## Récompenses et distinctions
- Académie française, Prix Montyon, octroyé en 1906 pour la publication de La philosophie pratique de Kant[32],[s 2]

- Chevalier de l'ordre national de la Légion d'honneur, promotion du 7 août 1913 :
« M. Delbos (Étienne-Marie-Justin-Victor), membre de l'Institut, professeur à la faculté des lettres de l'université de Paris ; 31 ans de services. »[36],[m 6].

## Hommages

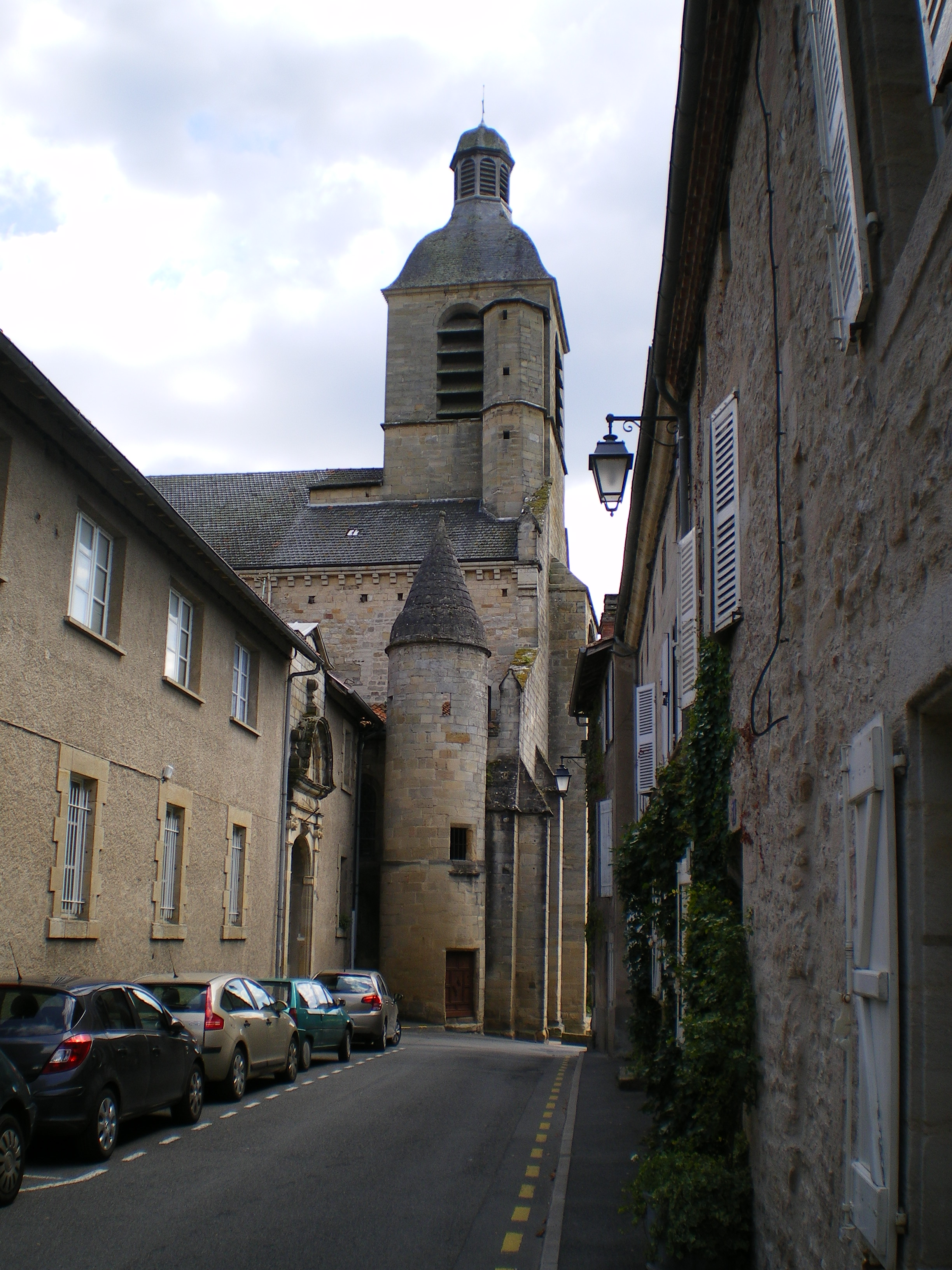
Rue Victor-Delbos et église Notre-Dame-du-Puy à Figeac.

La ville natale du docteur, Figeac, attribue le nom de Victor-Delbos à une de ses rues, où se trouve l'église Notre-Dame-du-Puy de Figeac.

## Postérité
Les derniers cours professés à la Sorbonne, en 1915 - 1916, se consacraient à de grands philosophes français, de René Descartes à Auguste Comte. Ces travaux de qualité de Victor Delbos furent retenus par Maurice Blondel qui était l'un de ses amis de leur cycle catholique. Il les édita et fit sortir une publication en 1919, intitulée La philosophie française,. La première biographie de Delbos fut rédigée en 1932 par Joannès Wehrlé, clergé de Paris et ancien étudiant de l'école normale supérieure avec lui, en tant qu'œuvre Victor Delbos. En collaboration avec Blondel, il avait participé à publier des écritures aussi. En 1933, Berthe Verhaegue publia une liste bibliographique complète.
Au XXIe siècle, le centenaire de la disparition de Delbos approché, Jean-Louis Maisonhaute, étant professeur de philosophie au lycée François d'Estaing de Rodez, étudia intensivement sa vie et ses travaux. D'autres chercheurs aussi le suivent, dans l'optique de retrouver le rôle de ce philosophe quasiment oublié. D'ailleurs, ceux qui étudient le compositeur Olivier Messiaen s'intéressent de sa vie et de son influence sur sa fille Claire Delbos, devenue première épouse de Messiaen. Aussi, dans leurs écritures, Victor Delbos est-il souvent mentionné. Ainsi, celle de Stephen Schloesser (2014) est bien étudiée et détaillée. 
De même, les éditions Manucius et les Éditions Hachette BNF commencèrent, en 2010 et en 2013 respectivement, plusieurs réimpressions des œuvres philosophiques, rendant hommage à son centenaire.